# Maestro delle Effigi domenicane
Il Maestro delle Effigi domenicane (... – XIV secolo) è stato un miniatore e pittore italiano, attivo tra il 1328 e il 1350 circa.

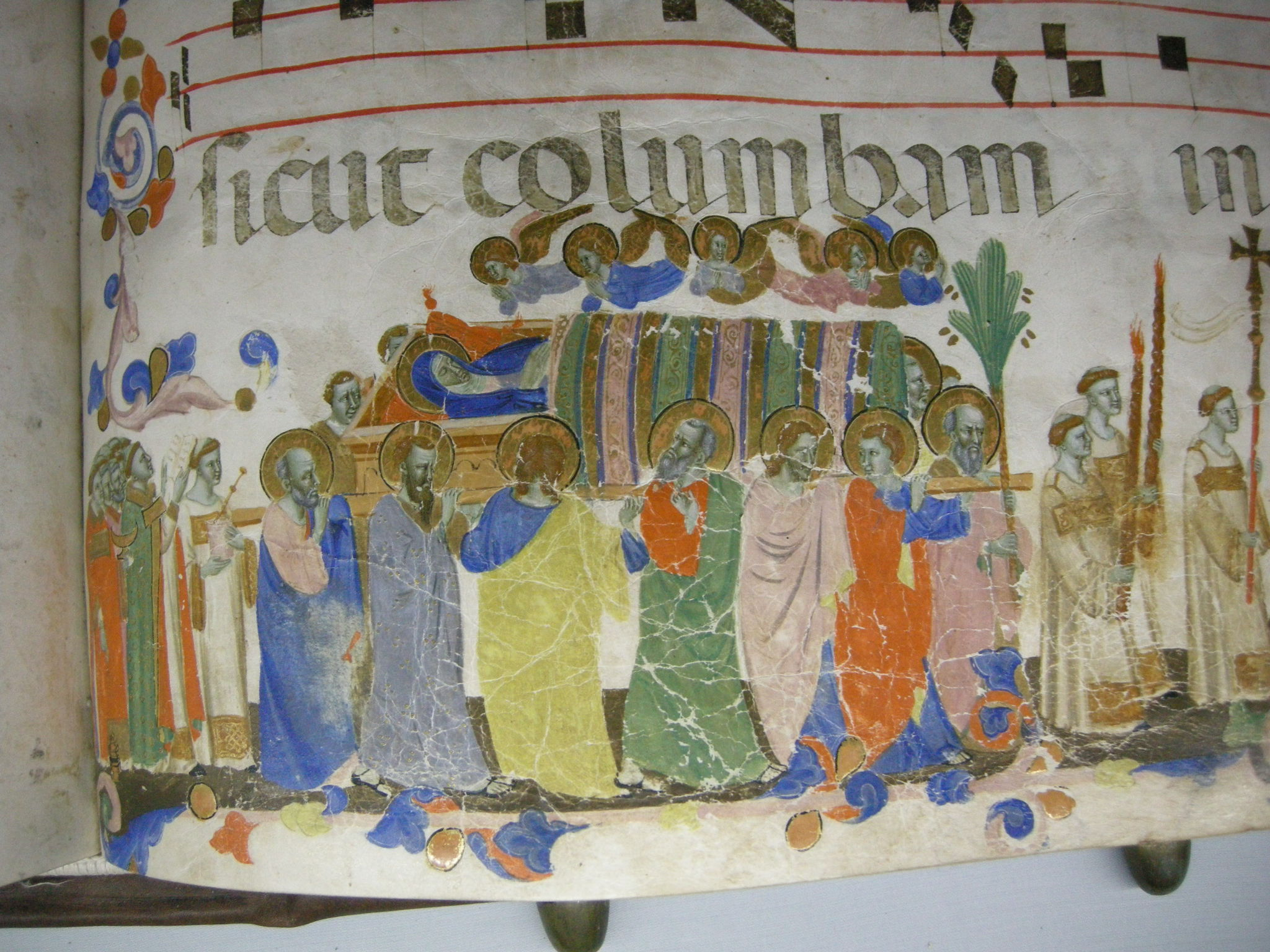
Miniatura da un antifonario (1328-1350 circa), Museo del Tesoro di Santa Maria dell'Impruneta

Fiorentino o comunque toscano, deve il suo nome alla tavoletta delle Effigi domenicane nella cappella del Noviziato del convento di Santa Maria Novella a Firenze. È caratterizzato da uno stile vivace, con uno spiccato senso per i colori accesi e brillanti. Tra gli artisti a lui più vicini ci fu Pacino di Buonaguida. 
Tra i manoscritti miniati dal Maestro delle Effigi domenicane compare il cod. Trivulziano 1080 (un Dante del Cento copiato da Francesco di Ser Nardo da Barberino).